# Signabøur
Signabøur is een dorp dat behoort tot de gemeente Tórshavnar kommuna in het oosten van het eiland Streymoy. Signabøur heeft 157 inwoners. De postcode is FO 416.

## Externe link

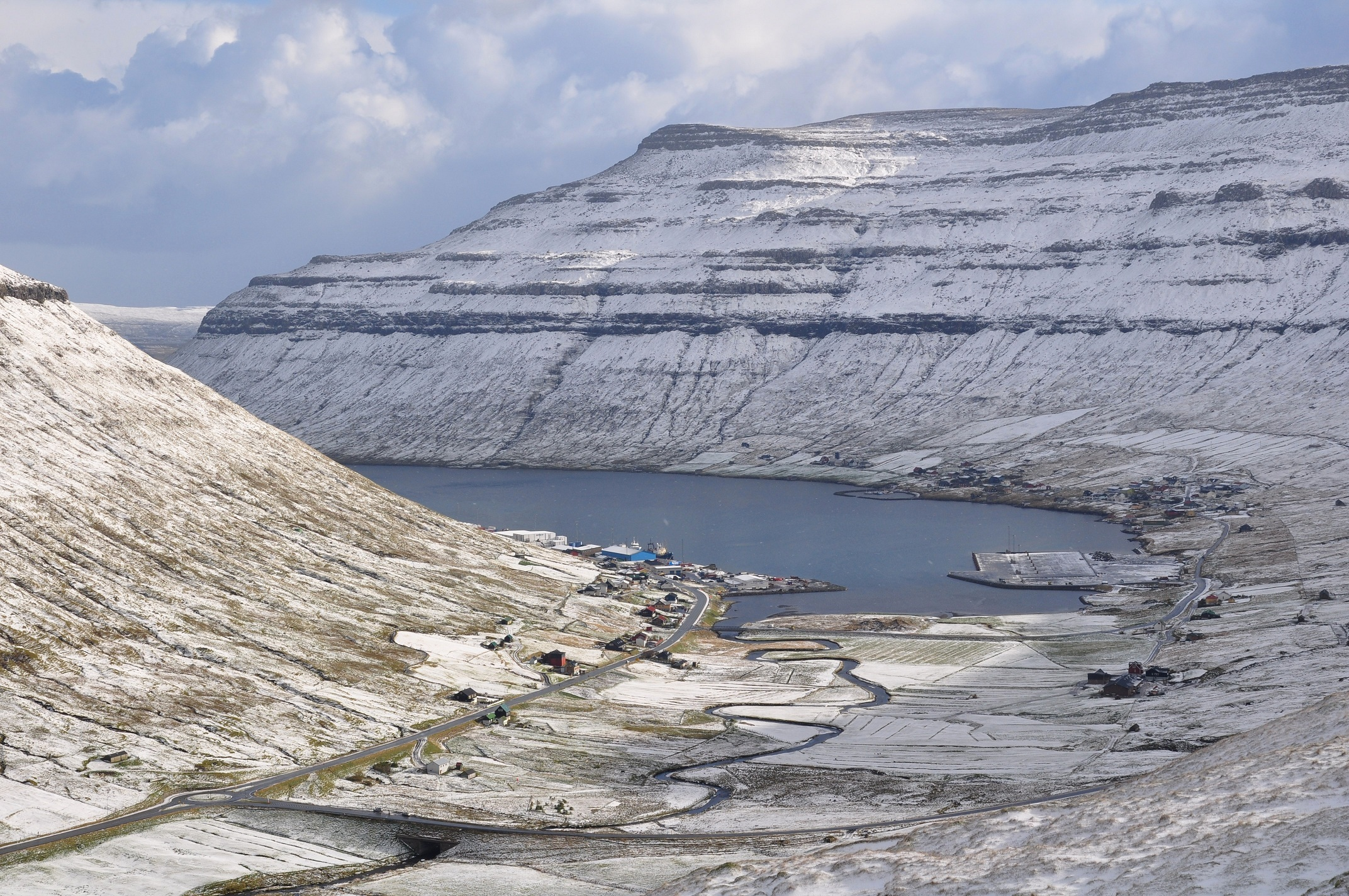
Signabøur (rechts) en Kollafjørður (midden) aan de Kollafjørður-fjord.
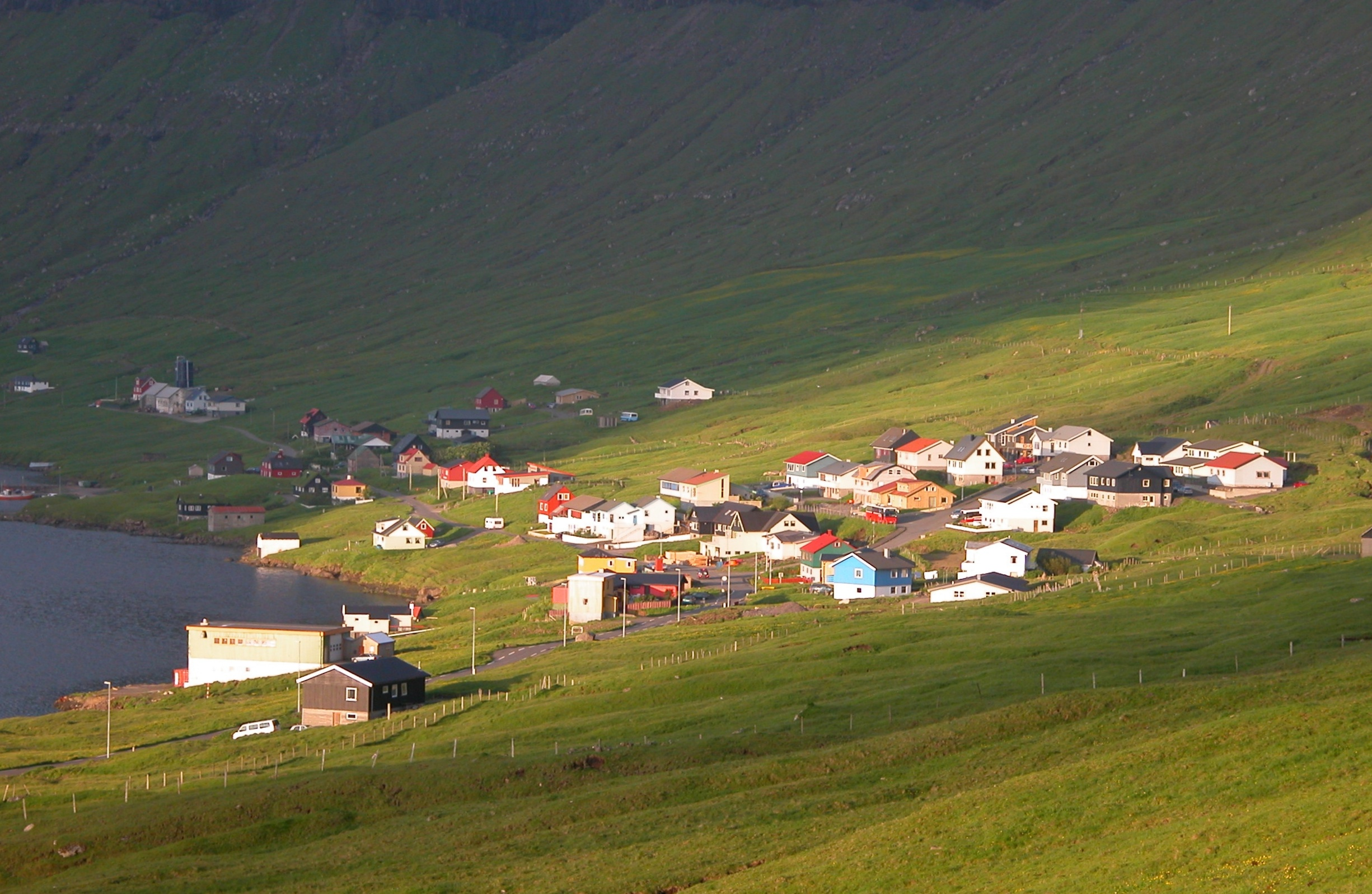
Signabøur